# Lavori forzati (film)
Lavori forzati (The Hoose-Gow) è un cortometraggio del 1929 diretto da James Parrott con Stanlio e Ollio.

## Trama
Stanlio e Ollio sono stati catturati e processati per aver tentato di rubare un anello prezioso e portati in carcere. Qui, i due amici, in combutta con un altro detenuto, si accordano per evadere avvalendosi di due mele che, gettate al di là del muro, daranno il segnale ai complici fuori dal carcere di calare una scala che li condurrà fuori. Quando il capo delle guardie si rende conto che i due stanno architettando qualcosa, sequestra loro le mele gettandole egli stesso oltre il muro e mandando in fumo il piano di fuga. I due, però, non demordono e tentano ugualmente di scappare quando le guardie aprono il portone principale per dare la caccia ai due complici esterni. Stanlio e Ollio riescono ad uscire dal portone senza farsi notare ma, una volta chiuso il portone, Stanlio ha la brillante idea di bussare, venendo così scoperti dal capo delle guardie che esplode contro di loro due colpi di fucile che convincono i due ad arrendersi e a rientrare, rassegnati, in prigione. Costretti ai lavori forzati, Stanlio combina un guaio dietro l'altro e a farne le spese è sempre il suo amico. Nel frattempo, giunge la notizia che il governatore sta per arrivare per visitare la tendopoli della prigione. Durante la pausa per il  pranzo, rimasti senza posto al tavolo dei forzati, i due amici prima si siedono al tavolo del capo delle guardie, rovinandogli il pranzo, e poi accettano di tagliare della legna per il cuoco in cambio di cibo. Così, Ollio, si mette a colpire un alto tronco con una scure fino a farlo cadere senza rendersi conto di aver abbattuto un albero sulla cui cima era posizionata una piattaforma con una guardia che vigilava sul campo. L'albero cade rovinosamente sulla tenda della cucina di campo, distruggendola. Gli agenti e gli altri prigionieri riescono, comunque, a riordinare il campo prima dell'arrivo del governatore che, accompagnato dal suo seguito, fra cui l'elegante moglie, inizia a visitare il luogo, guidato dal capo delle guardie.
Tornati nuovamente al lavoro, a causa dell'ennesimo bisticcio, accidentalmente, Stanlio e Ollio bucano con un piccone il radiatore dell'automobile del governatore, e tentano, mal consigliati, di fermarne la fuoriuscita d'acqua aggiungendo del riso. Quando l'autista fa per mettere in moto il veicolo, ne esce un violento getto di una poltiglia di riso ed acqua. Il capo delle guardie, senza la minima esitazione, incolpa Stanlio dell'accaduto, buttandolo a terra con un calcio e facendolo finire con la faccia nel miscuglio fuoriuscito dal radiatore. Questo suscita l'ira di Stanlio che, raccolta una manciata dell'intruglio gliela scaglia sul viso dando l'inizio ad una battaglia di lanci della mistura tra detenuti e tutti gli altri presenti, compreso il governatore e le signore. Sfruttando il trambusto creatosi, i due amici tentano nuovamente di fuggire. Poco dopo, il capo delle guardie e il governatore salgono su un'altra auto con l'intento di andare a chiedere rinforzi all'esercito per placare il tumulto ma, nel fare retromarcia, l'auto urta contro un rimorchio pieno di barili di vernice bianca che riempie la parte posteriore dell'auto in cui si erano nascosti Stanlio e Ollio che ne escono completamente imbiancati.

## Produzione
La pellicola è stata girata presso Arnaz Ranch, lungo la Robertson Boulevard di Los Angeles, tra la Beverlywood Street & David Avenue.

## Distribuzione italiana
La comica fu distribuita una prima volta negli anni '50,con doppiaggio non integrale eseguito da Carlo Croccolo per ambedue i comici, e incluso in un'antologia con altre comiche doppiate sempre dallo stesso Croccolo: Ladroni, Tempo di picnic, L'eredità, Un marito servizievole.
Negli anni '60 la RAI effettuò un nuovo doppiaggio integrale di Franco Latini e Carlo Croccolo, usato anche nella versione a colori.